# 施廷普弗靈山
47°39′44″N 11°51′23″E / 47.66214°N 11.85646°E

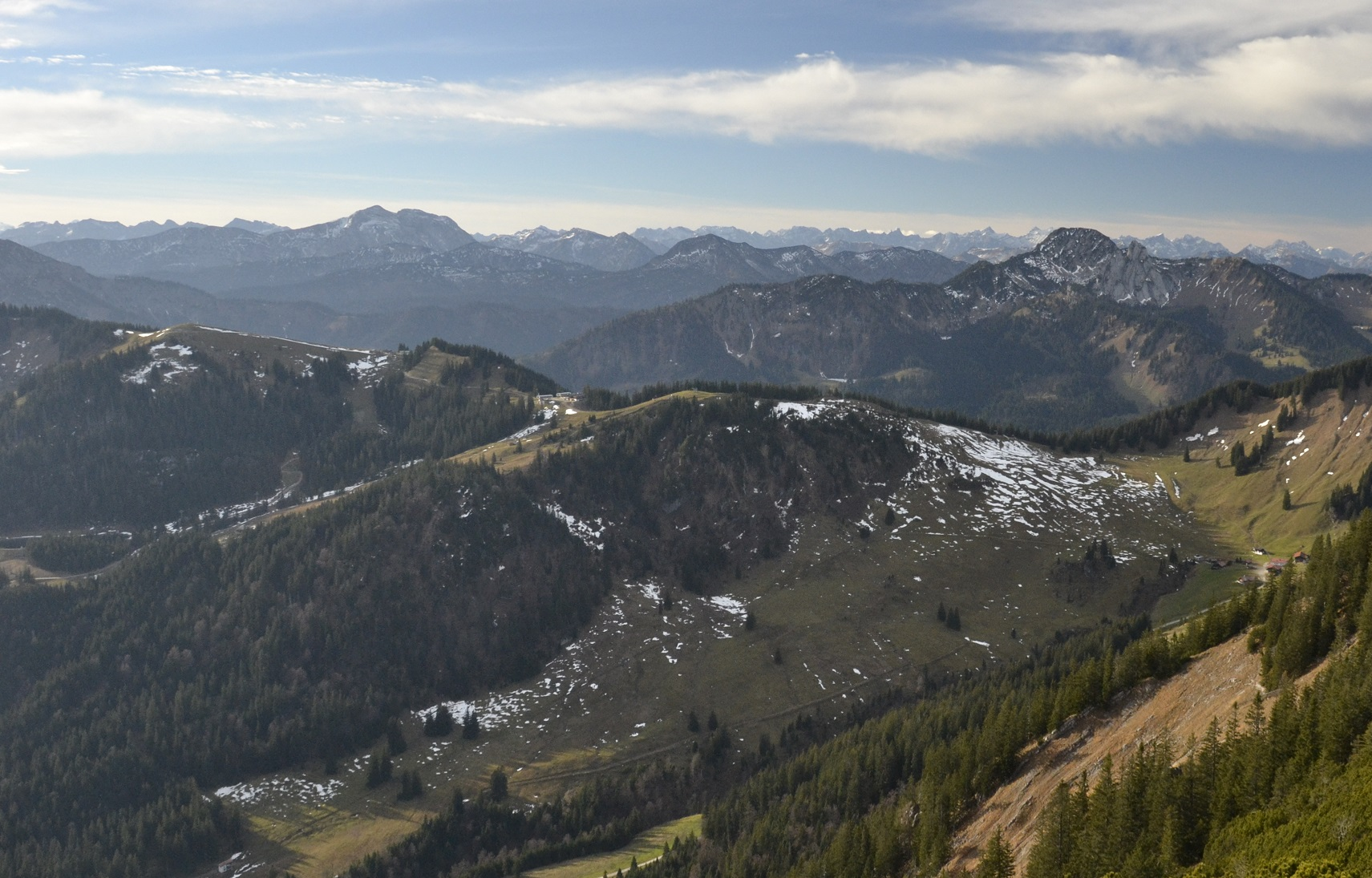

施廷普弗靈山（德語：Stümpfling），是德國的山峰，位於該國東南部，由巴伐利亞負責管轄，屬於芒法爾山脈的一部分，海拔高度1,506米，每年平均降雨量1,764毫米。